# فورستو اسپارسو
فورستو اسپارسو (به ایتالیایی: Foresto Sparso) یک کومونه در ایتالیا است که در استان برگامو واقع شده‌است.

## خصوصیات
فورستو اسپارسو ۷٫۷ کیلومترمربع مساحت و ۲٬۹۸۳ نفر جمعیت دارد و ۳۴۶ متر بالاتر از سطح دریا واقع شده‌است.